# Europees kampioenschap voetbal mannen onder 19 - 2014
Het Europees kampioenschap voetbal mannen onder 19 van 2014 (kortweg: EK voetbal -19) was de 30ste editie van het Europees kampioenschap voetbal mannen onder 19 en was bedoeld voor spelers die op of na 1 januari 1995 geboren waren. Ondanks de leeftijdgrens van 19 jaar mochten ook spelers van 20 jaar meespelen omdat de leeftijdsgrens alleen bij het begin van de kwalificatie voor het EK gold. Het toernooi werd gespeeld in Hongarije en gewonnen door Duitsland.

## Gekwalificeerde teams

Deelnemende landen

| # | Land       | Gekwalificeerd als          | Beste prestatie       |
| - | ---------- | --------------------------- | --------------------- |
| 1 | Hongarije  | Gastland                    | Halve finale (2008)   |
| 2 | Oekraïne   | Eliteronde: Winnaar groep 1 | Kampioen (2009)       |
| 3 | Bulgarije  | Eliteronde: Winnaar groep 2 | Groepsfase (2008)     |
| 4 | Israël     | Eliteronde: Winnaar groep 3 | Debuut                |
| 5 | Servië     | Eliteronde: Winnaar groep 4 | Kampioen (2013)       |
| 6 | Duitsland  | Eliteronde: Winnaar groep 5 | Kampioen (2008)       |
| 7 | Oostenrijk | Eliteronde: Winnaar groep 6 | Tweede (2003 en 2006) |
| 8 | Portugal   | Eliteronde: Winnaar groep 7 | Tweede (2003)         |

## Stadions
| Felcsút                                 | · Felcsút Boedapest Győr Pápa |  |
| Pancho Arena Capaciteit: 3.816          | · Felcsút Boedapest Győr Pápa |  |
| Boedapest                               | · Felcsút Boedapest Győr Pápa |  |
| Szusza Ferencstadion Capaciteit: 14.817 | · Felcsút Boedapest Győr Pápa |  |
| Győr                                    | · Felcsút Boedapest Győr Pápa |  |
| ETO Park Capaciteit: 15.600             | · Felcsút Boedapest Győr Pápa |  |
| Pápa                                    | · Felcsút Boedapest Győr Pápa |  |
| Perutzstadion Capaciteit: 4.561         | · Felcsút Boedapest Győr Pápa |  |

## Groepsfase

### Groep A
| Pos. | Land       | GW | W | G | V | DV | DT | +/− | Ptn. |
| ---- | ---------- | -- | - | - | - | -- | -- | --- | ---- |
| 1    | Portugal   | 3  | 3 | 0 | 0 | 11 | 2  | +9  | 9    |
| 2    | Oostenrijk | 3  | 2 | 0 | 1 | 7  | 3  | +4  | 6    |
| 3    | Hongarije  | 3  | 1 | 0 | 2 | 4  | 10 | –6  | 3    |
| 4    | Israël     | 3  | 0 | 0 | 3 | 1  | 8  | –7  | 0    |

|                           |                          |     |        |                                                                       |
| 19 juli 2014 18.00 (MEZT) | Portugal                 | 3–0 | Israël | Pancho Arena, Felcsút Toeschouwers: 397 Scheidsrechter: István Kovács |
| 19 juli 2014 18.00 (MEZT) | Lopes 39', 78' Silva 64' |     |        | Pancho Arena, Felcsút Toeschouwers: 397 Scheidsrechter: István Kovács |

|                           |           |     |                                           |                                                                                      |
| 19 juli 2014 18.30 (MEZT) | Hongarije | 1–3 | Oostenrijk                                | Szusza Ferencstadion, Boedapest Toeschouwers: 9.762 Scheidsrechter: Javier Fernández |
| 19 juli 2014 18.30 (MEZT) | Varga 60' |     | 15' (pen.) Bytyqi 18' Blutsch 48' Michorl | Szusza Ferencstadion, Boedapest Toeschouwers: 9.762 Scheidsrechter: Javier Fernández |

|                           |                                              |     |        |                                                                               |
| 22 juli 2014 18.00 (MEZT) | Oostenrijk                                   | 3–0 | Israël | Szusza Ferencstadion, Boedapest Toeschouwers: 456 Scheidsrechter: Enea Jorgji |
| 22 juli 2014 18.00 (MEZT) | Bytyqi 28' (pen.) Grillitsch 42' Grubeck 73' |     |        | Szusza Ferencstadion, Boedapest Toeschouwers: 456 Scheidsrechter: Enea Jorgji |

|                           |           |     |                                                             |                                                                       |
| 22 juli 2014 20.30 (MEZT) | Hongarije | 1–6 | Portugal                                                    | Pancho Arena, Felcsút Toeschouwers: 3.695 Scheidsrechter: Tore Hansen |
| 22 juli 2014 20.30 (MEZT) | Mervó 73' |     | 32' (pen.) Rodrigues 45', 66', 89', 90+2' Silva 75' Martins | Pancho Arena, Felcsút Toeschouwers: 3.695 Scheidsrechter: Tore Hansen |

|                           |          |     |                       |                                                                                  |
| 25 juli 2014 18.00 (MEZT) | Israël   | 1–2 | Hongarije             | Szusza Ferencstadion, Boedapest Toeschouwers: 3.945 Scheidsrechter: Kevin Clancy |
| 25 juli 2014 18.00 (MEZT) | Hugi 36' |     | 25' Kalmár 39' Balogh | Szusza Ferencstadion, Boedapest Toeschouwers: 3.945 Scheidsrechter: Kevin Clancy |

|                           |                |     |                          |                                                                          |
| 25 juli 2014 18.00 (MEZT) | Oostenrijk     | 1–2 | Portugal                 | Pancho Arena, Felcsút Toeschouwers: 954 Scheidsrechter: Stephan Klossner |
| 25 juli 2014 18.00 (MEZT) | Grillitsch 46' |     | 41' Podstawski 86' Baldé | Pancho Arena, Felcsút Toeschouwers: 954 Scheidsrechter: Stephan Klossner |

### Groep B
| Pos. | Land      | GW | W | G | V | DV | DT | +/− | Ptn. |
| ---- | --------- | -- | - | - | - | -- | -- | --- | ---- |
| 1    | Duitsland | 3  | 2 | 1 | 0 | 7  | 2  | +5  | 7    |
| 2    | Servië    | 3  | 1 | 2 | 0 | 4  | 3  | +1  | 5    |
| 3    | Oekraïne  | 3  | 1 | 1 | 1 | 2  | 3  | –1  | 4    |
| 4    | Bulgarije | 3  | 0 | 0 | 3 | 0  | 5  | –5  | 0    |

|                           |          |     |               |                                                                   |
| 19 juli 2014 17.15 (MEZT) | Oekraïne | 1–1 | Servië        | ETO Park, Győr Toeschouwers: 300 Scheidsrechter: Stephan Klossner |
| 19 juli 2014 17.15 (MEZT) | Burda 1' |     | 7' Maksimović | ETO Park, Győr Toeschouwers: 300 Scheidsrechter: Stephan Klossner |

|                           |           |                         |           |                                                               |
| 19 juli 2014 20.15 (MEZT) | Bulgarije | 0–3                     | Duitsland | ETO Park, Győr Toeschouwers: 500 Scheidsrechter: Kevin Clancy |
| 19 juli 2014 20.15 (MEZT) |           | 1', 56' Selke 28' Syhre |           | ETO Park, Győr Toeschouwers: 500 Scheidsrechter: Kevin Clancy |

|                           |                       |     |                          |                                                                          |
| 22 juli 2014 18.00 (MEZT) | Duitsland             | 2–2 | Servië                   | Perutzstadion, Pápa Toeschouwers: 1.500 Scheidsrechter: Javier Fernández |
| 22 juli 2014 18.00 (MEZT) | Selke 39' Stark 90+1' |     | 32' Maksimović 41' Jović | Perutzstadion, Pápa Toeschouwers: 1.500 Scheidsrechter: Javier Fernández |

|                           |           |                |          |                                                                     |
| 22 juli 2014 21.00 (MEZT) | Bulgarije | 0–1            | Oekraïne | Perutzstadion, Pápa Toeschouwers: 300 Scheidsrechter: István Kovács |
| 22 juli 2014 21.00 (MEZT) |           | 89' Tankovskiy |          | Perutzstadion, Pápa Toeschouwers: 300 Scheidsrechter: István Kovács |

|                           |            |     |           |                                                                   |
| 25 juli 2014 20.15 (MEZT) | Servië     | 1–0 | Bulgarije | Perutzstadion, Pápa Toeschouwers: 200 Scheidsrechter: Enea Jorgji |
| 25 juli 2014 20.15 (MEZT) | Mandić 90' |     |           | Perutzstadion, Pápa Toeschouwers: 200 Scheidsrechter: Enea Jorgji |

|                           |               |     |          |                                                              |
| 25 juli 2014 20.15 (MEZT) | Duitsland     | 2–0 | Oekraïne | ETO Park, Győr Toeschouwers: 650 Scheidsrechter: Tore Hansen |
| 25 juli 2014 20.15 (MEZT) | Selke 3', 66' |     |          | ETO Park, Győr Toeschouwers: 650 Scheidsrechter: Tore Hansen |

## Knock-outfase
|  | halve finale        | halve finale      |  |           | finale              | finale              |
|  |                     |                   |  |           |                     |                     |
|  | 28 juli – Boedapest |                   |  |           |                     |                     |
|  | Portugal            | 0 (4)             |  |           |                     |                     |
|  | Servië              | 0 (3)             |  |           | 31 juli – Boedapest | 31 juli – Boedapest |
|  |                     |                   |  |           | Portugal            | 0                   |
|  | 28 juli – Felcsút   | 28 juli – Felcsút |  | Duitsland | 1                   |                     |
|  | Duitsland           | 4                 |  |           |                     |                     |
|  | Oostenrijk          | 0                 |  |           |                     |                     |

### Halve finales
|                           |                                                 |     |            |                                                                      |
| 28 juli 2014 18.00 (MEZT) | Duitsland                                       | 4–0 | Oostenrijk | Pancho Arena, Felcsút Toeschouwers: 923 Scheidsrechter: Kevin Clancy |
| 28 juli 2014 18.00 (MEZT) | Selke 20' Stendera 30' Öztunalı 58' Mukhtar 68' |     |            | Pancho Arena, Felcsút Toeschouwers: 923 Scheidsrechter: Kevin Clancy |

|                           |                                        |     |                                                 |                                                                                   |
| 28 juli 2014 21.00 (MEZT) | Portugal                               | 0–0 | Servië                                          | Szusza Ferencstadion, Boedapest Toeschouwers: 1.181 Scheidsrechter: István Kovács |
| 28 juli 2014 21.00 (MEZT) |                                        |     |                                                 | Szusza Ferencstadion, Boedapest Toeschouwers: 1.181 Scheidsrechter: István Kovács |
| 28 juli 2014 21.00 (MEZT) | Strafschoppen                          |     |                                                 | Szusza Ferencstadion, Boedapest Toeschouwers: 1.181 Scheidsrechter: István Kovács |
| 28 juli 2014 21.00 (MEZT) | Lopes Silva Guzzo Podstawski Rodrigues | 4–3 | Gaćinović Zdjelar Ristić Jokić Milinković-Savić | Szusza Ferencstadion, Boedapest Toeschouwers: 1.181 Scheidsrechter: István Kovács |

### Finale
|                           |          |             |           |                                                                                    |
| 31 juli 2014 19.00 (MEZT) | Portugal | 0–1         | Duitsland | Szusza Ferencstadion, Boedapest Toeschouwers: 8.343 Scheidsrechter: Xavier Estrada |
| 31 juli 2014 19.00 (MEZT) |          | 39' Mukhtar |           | Szusza Ferencstadion, Boedapest Toeschouwers: 8.343 Scheidsrechter: Xavier Estrada |